# 172e régiment d'infanterie (France)
Pour les articles homonymes, voir 172e régiment.
Le 172e régiment d'infanterie (172e RI) est un régiment d'infanterie de l'Armée de terre française. Il existe d'abord sous le nom de 172e demi-brigade de première formation, créée sous la Révolution Le 172e régiment d'infanterie est recréé en 1913. Il combat pendant la Première et la Seconde Guerre mondiale.

## Création et différentes dénominations
- 1793 : création de la 172e demi-brigade
- 1796 : dissolution

- Le colonel Michaud, commandant le 172e RI en 1918-1919.1913 : 172e régiment d'infanterie

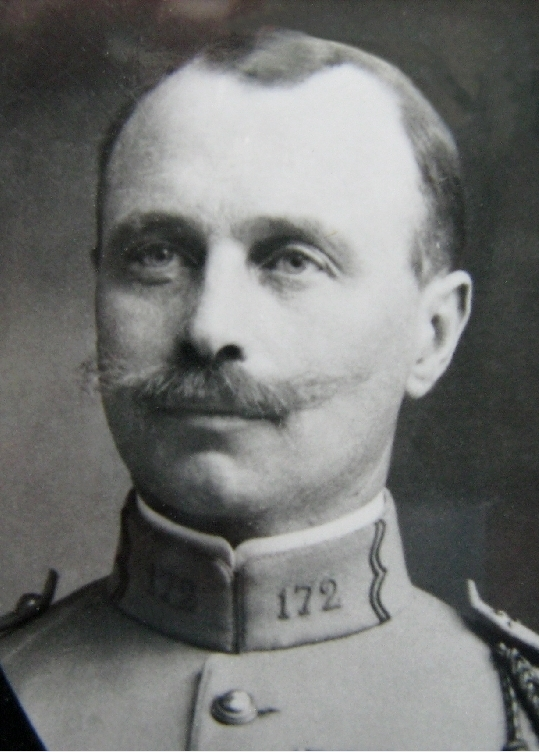
Le colonel Michaud, commandant le en 1918-1919.

- 1914 : à la mobilisation, il met sur pied son régiment de réserve, le 372e Régiment d'Infanterie
- 1935 : 172e régiment d'infanterie de forteresse
- 1940 : dissolution

## Chefs de corps
- 15 avril 1913 - 7 septembre 1914 : colonel de Brazier de Thuy
- 7 septembre 1914 - 3 mai 1915 : lieutenant-colonel Benier
- 5 mai 1915 - 28 septembre 1916 : lieutenant-colonel Gastinel
- 30 septembre - 9 octobre 1916 : lieutenant-colonel Heutier
- 9 octobre 1916 - 22 juin 1917 : lieutenant-colonel Zerbini
- 22 juin 1917 - 12 mars 1918 : lieutenant-colonel Baille
- 13 mars - 2 mai 1918 : colonel Dubois
- 2 mai 1918 - 9 septembre 1919 : lieutenant-colonel Michaud
- 9 septembre 1919 - avril 1923 : colonel Brindel
- 1935 - 1938 : colonel de Chomereau de Saint-André
- 1938 - 1939 : colonel Vimal du Bouchet
- 1939 - 1940 : lieutenant-colonel Le Mouël

## Historique des garnisons, combats et batailles du172eRI

### Première Guerre mondiale
En 1914 ; Casernement : Belfort.
Régiment affecté à la défense de la forteresse de Belfort.
À la 127e division d'infanterie de juin 1915 à novembre 1918.

#### 1914
Opérations d'Alsace (fin août)

#### 1915
Bataille de Champagne : Ferme de Navarin, Butte de Souain (25-30 sept.)

#### 1916
Bataille de Verdun : Bois Fumin, Bois la Laufée, Batterie de Damloup, Souville (Juin)

#### 1917

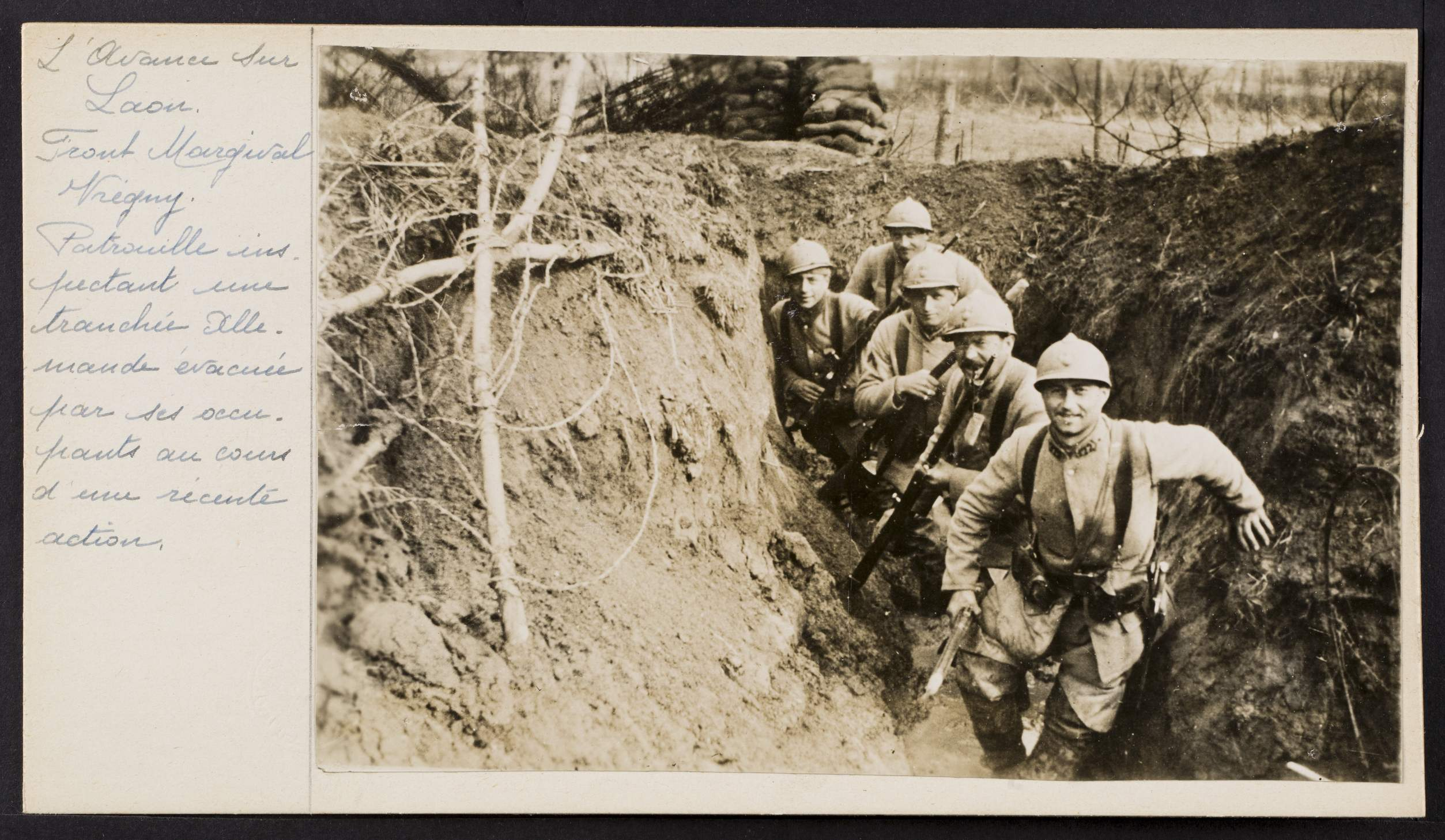
Soldats du dans l'Aisne.

- 15 avril : Bataille du Chemin des Dames : plateau de la Bovette, Soupir, tranchée des Hessois (16 avril à mai)

#### 1918
- La Bataille de Picardie (début août). Grand-Rozoy 1er août, Plateaux de Bieuxy et de Juvigny (21-27 août).
- Ligne Hundling-Stellung[1](17 octobre)

### Entre-deux-guerres

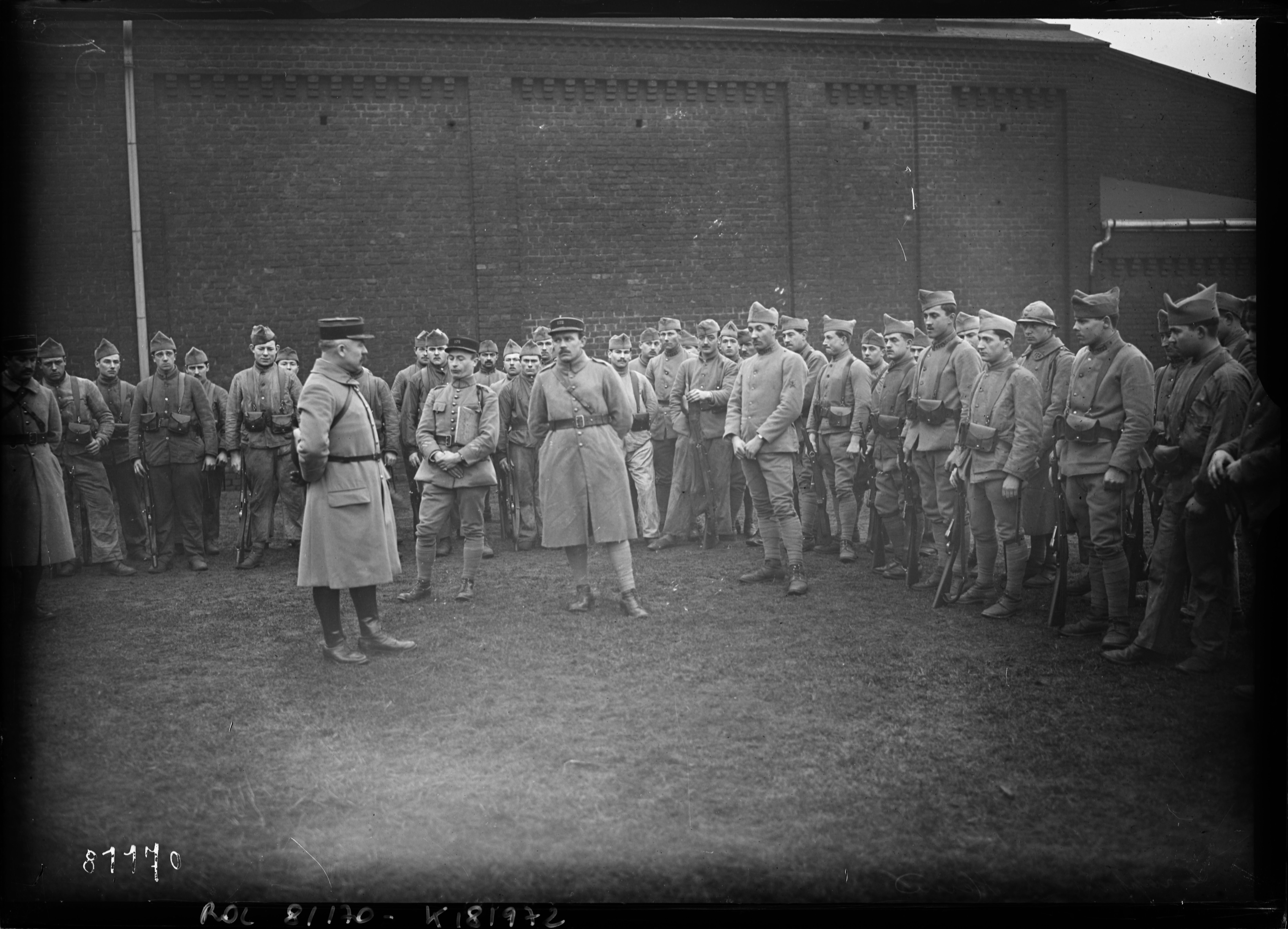
Officiers et soldats du RI à Herne lors de l'occupation de la Ruhr, février 1923.

Le régiment est affecté à l'armée du Rhin et s'installe à Kaiserslautern en juillet 1919. 
Le régiment est engagé dans l'occupation de la Ruhr en janvier 1923, engageant les 1er et 2e bataillons avec l'état-major, tandis que le 3e bataillon reste à Kaiserslautern. Le régiment quitte la Ruhr en mars 1923 puis est dissous le 10 avril 1923.

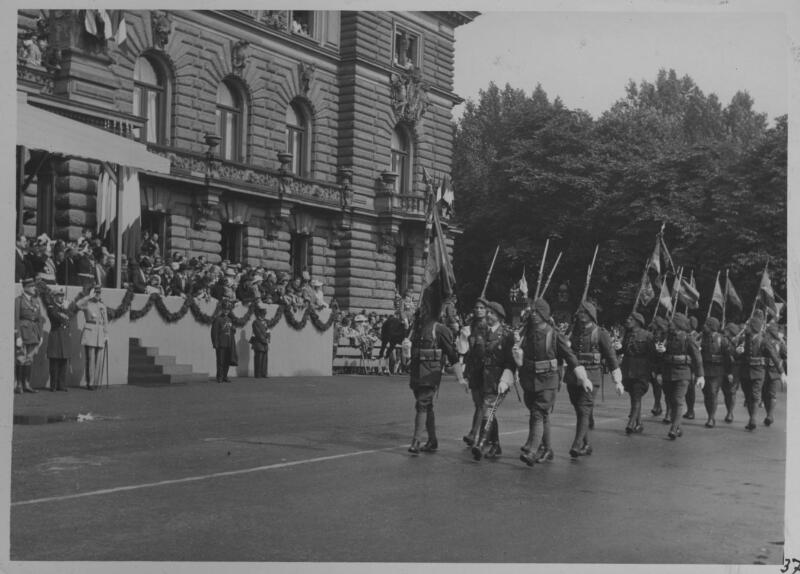
Le défile à Strasbourg le 14/7/1939.

Le régiment est recréé en 1935, comme 172e régiment d'infanterie de forteresse, rattaché au secteur fortifié du Bas-Rhin de la Ligne Maginot. Il est en garnison à Strasbourg et Sélestat.

### Seconde Guerre mondiale
- 1938-1939, la ville de Strasbourg est intégrée au système fortifié de la Ligne Maginot. Le 172e régiment d'infanterie de forteresse occupe le secteur de Strasbourg. Le 1er régiment du génie reste en place, notamment ses électromécaniciens ; alors que s'installe l'état-major du 172e RIF sous la responsabilité du lieutenant-colonel Le Mouel. Ce dernier est secondé par le commandant Coursier, chef d'état-major, par le capitaine Charpentier, responsable des liaisons et le lieutenant Bourdeaux, du renseignement. Le service de santé est partagé par le médecin-capitaine Pierre et par le lieutenant-vétérinaire Balossier. Le sous-lieutenant Sueur est officier de transmissions. Il est également probable que le QG du 155e régiment d'artillerie de Position ait été installé dans le fort, selon le témoignage d'un artilleur de ce régiment.

## Drapeau du régiment

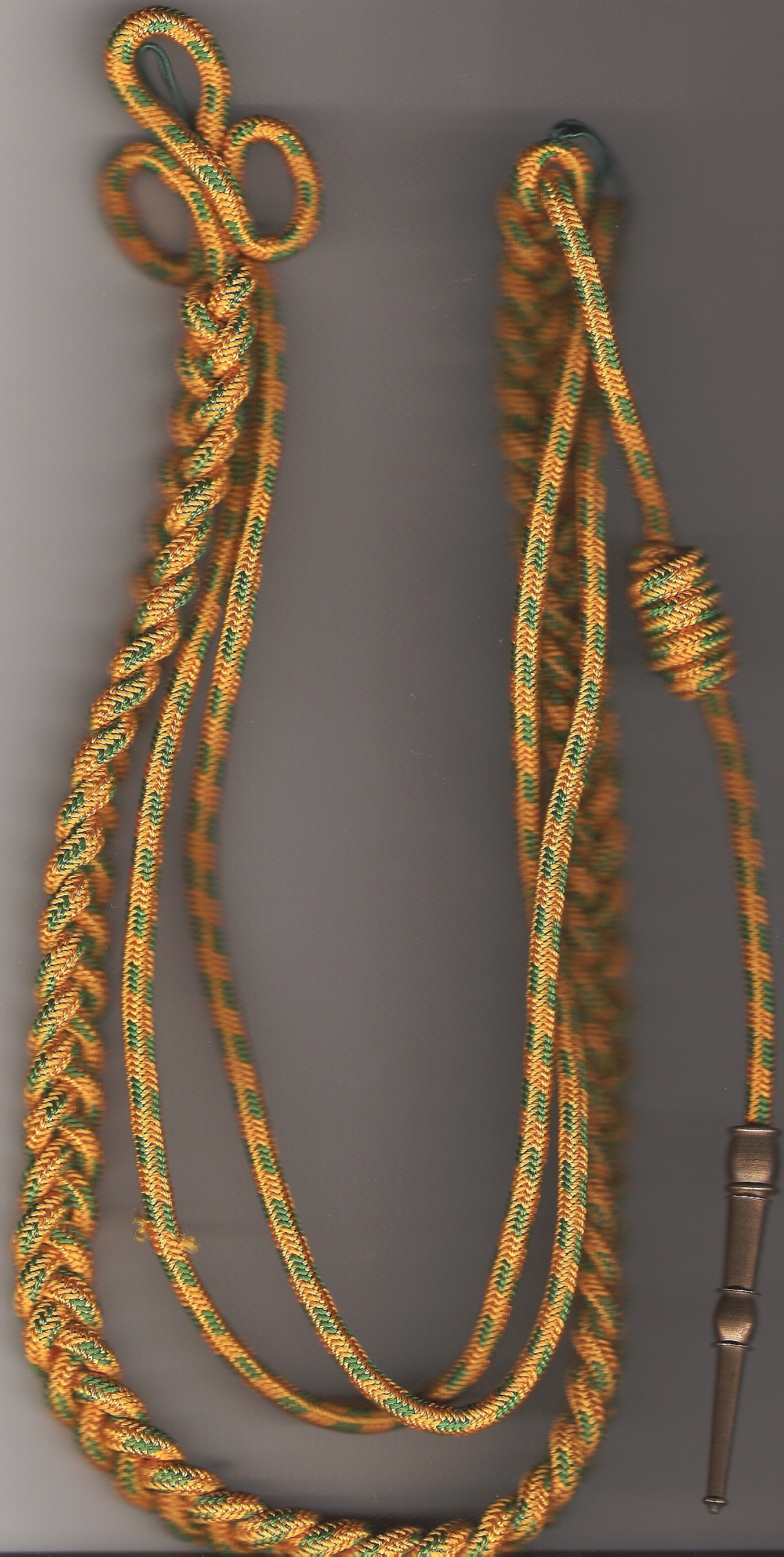
fourragère aux couleurs du ruban de la médaille militaire

Il porte, cousues en lettres d'or dans ses plis, les inscriptions suivantes :
- Bossus 1794
- Fleurus 1794
- Sprimont 1794
- L'Aisne 1917
- L'Avre 1918
- Tardenois 1918
- La Serre 1918

## Décorations
Sa cravate est décorée de la croix de guerre 1914-1918 avec quatre citations à l'ordre de l'armée.
il a le droit au port de la Fourragère aux couleurs du ruban de la Médaille militaire décernée le 17 février 1919.

## Insignes
Régiment d’Infanterie de Forteresse, rondache casemate ondes vertes écu couronné blanc barre rouge.
 Bouclier clouté 1 écusson bleu rouge avec lion croissant 1 écusson blanc rouge.

## Personnalités ayant servi au172eRI
- Albert Souques (1890-1952), Compagnon de la Libération.
- René Naegelen (1894-1976), homme politique, auteur d'un livre sur son expérience de la Première Guerre mondiale, Les Suppliciés : histoire vécue[7].
- Armand-Eugène Jardot, l'un des cinq frères Jardot morts pour la France pendant la Première Guerre mondiale.

### Sources et bibliographie
- Petit historique du 172e régiment d'infanterie pendant la grande guerre 1914-1919, 1921, 82 p., lire en ligne sur Gallica.
- Historique du 172e régiment d'infanterie, Paris, les Etincelles, 1931, 169 p., lire en ligne sur Gallica.
- archives du château de Vincennes.